# Barbaresca
Barbaresca hoặc Barbaresca Siciliana là một giống cừu lớn đuôi dày từ đảo Sicily Địa Trung Hải, ở miền nam nước Ý. Nó có nguồn gốc từ sự lai tạo giữa cừu Sicilia Pinzirita bản địa với cừu Barbary đuôi dày (hoặc Barbarin) có nguồn gốc Maghrebi. Chúng có thể được đưa đến đảo sau khi người Hồi giáo chinh phục Sicily vào thế kỷ thứ 9; Các văn bản tiếng Ả Rập được bảo quản tại Agrigento đã ghi nhận sự di chuyển của một số lượng lớn cừu đến vùng Sicilia.
Barbaresca được nuôi trong hầu hết vùng Sicily và Abruzzo. Nó là một giống sử dụng cho ba mục đích, cho năng suất thịt, sữa và len. Len hiện không có nhu cầu và Barbaresca được giữ chủ yếu cho sản xuất thịt và sữa. Nó mang lại khoảng 140-160 lít sữa cho mỗi mùa lấy sữa, với 6-9% chất béo.
Cừu lúc sinh nặng khoảng 5 kg và phát triển nhanh chóng. Đối với thịt cừu cũng được sử dụng trên các con 14–17 kg và những con trên 25–30 kg (100 ngày). Cừu trưởng thành cho trung bình 70 kg thịt, 48 kg với cừu cái.
Barbaresca là một trong mười bảy giống cừu Ý tự lai tạo, trong đó một cuốn gia phả của giống này được Associazione Nazionale della Pastorizia, hiệp hội chăn nuôi cừu quốc gia Ý, lưu trữ. Năm 1983, quần thể giống cừu này được ước tính là 75.000 con, trong đó 5500 con đã được đăng ký. Trong năm 2013, số lượng cá thể đăng ký của giống này là 1260.